# Сантандер (департамент)
Сантанде́р (ісп. Santander) — департамент на північному сході Колумбії.
Площа — 30900 км².
Населення — 1,9 млн чол. (2005).
Адміністративний центр — місто Букараманга. Інше велике місто — Барранкабермеха.

## Природа
Західну частину займає низовина річки Маґдалена, східну — західні схили та відроги Східної Кордильєри Андів висотою до 4350 м.
Клімат субекваторіальний. Пересічні місячні температури на низовині 26-27 °C, опадів понад 2000 мм за рік.
Вічнозелені тропічні ліси та савани. Понад 50 % території під угіддями.

## Економіка
Основа економіки — сільське господарство. Вирощують тютюн (1 місце по країні), каву, цукрову тростину, бавовник, рис, пшеницю. В районах міст Барранкабермеха, Велес, Ріо-Негро, Лебріха, Болівар — дрібнотоварні тваринницькі господарства.
В долині річки Магдалена — видобуток нафти.
Нафтопереробна, тютюнова, харчова, текстильна, швейна, хімічна та металообробна промисловості.
Протяжність автошляхів — понад 3000 км. Букараманга зв'язана гілкою Панамериканського шосе із столицею та містом Сан-Хосе-де-Кукута (на кордоні із Венесуелою). Загальна протяжність залізниць — 350 км. Важлива транспортна артерія — річка Магдалена із портами Барранкабермеха та Пуерто-Вільчес.

## Персоналії
- Ібан'єс-Фернандес Арнольдо — український режисер-документаліст. Заслужений діяч мистецтв України (1987). Лауреат Державної премії України ім. Т. Г. Шевченка (1985).